# عشاء عيد الميلاد

مائدة أوروبية تعرض أصناف تقليديَّة لعيد الميلاد.

يعتبر عشاء عيد الميلاد الذي يتم في ليلة العيد أو مأدبة الغداء يومه، جزءًا هامًا من الاحتفال بالعيد. لا يوجد طبق موحد يقدّم لمناسبة العيد في مختلف أنحاء العالم، بل الأطباق تختلف من بلد إلى بلد باختلاف الثقافات. 

## عشاء الميلاد حول العالم

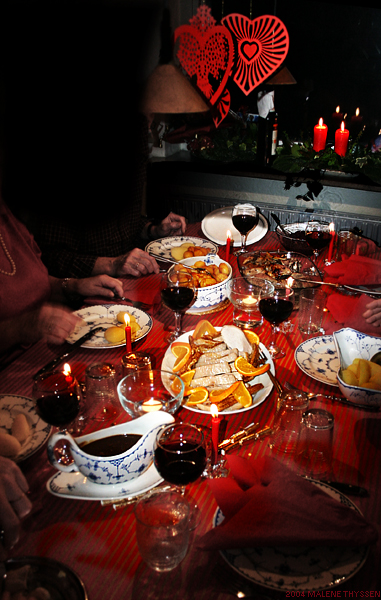
مائدة دنماركية، تعرض الطعام التقليدي لعيد الميلاد.

### آسيا
يقضي اليابانيّون الميلاد مع الأصحاب والأصدقاء خارج البيوت. لذلك تزدحم مطاعم الوجبات السريعة الأميركية. فيتناولون الدجاج المقلي، والكعكة الإسفنجية المزينة بالشوكولا والفريز. وفي الفليبين، يتطلب إعداد أطباق الميلاد وقتاً طويلاً، وعلى رأسها الخنزير المحمّر، والهامونادو المعدّ من لحم البقر أو الدجاج أو الخنزير. 

### أوروبا الشرقية
في صربيا وفقًا للتقاليد الصربية، تضم وجبة عيد الميلاد الاحتفالية تشكيلة وفيرة ومتنوعة من الأطعمة. في حين تشكّل وجبة القدس الشرقية تقليد شائع في الكنيسة الروسية الأرثوذكسية في كل من روسيا وأوكرانيا.
في روسيا تضم مائدة ليلة الميلاد، سلطة أوليفيه التي تحوي البطاطس، الجزر، البازلاء، الشمندر، البيض (كلها مسلوقة)، البصل، والخيار المخلل مع قليل من النبيذ، وتضاف إليها أيضاً شرائح السمك المتبل بالبهارات والملح. كما تحضر الفطائر المحشوة بالملفوف واللحمة.
أما الأرمن فيعدون الأسماك، لاعتقادهم أنّها تجلب البركة والحظ. ويحضرون حلوى «بارابورما» وهي كناية عن عجين البقلاوة المحشو بالجوز، إضافة إلى العثملية بالجوز والقشطة. وتحظى حلاوة مار سركيس المزيّنة بالجوز والسمسم بالإقبال الشديد. 

### أمريكا اللاتينية
في المكسيك ودول أمريكا اللاتينية فإن لحم الخنزير هي الوجبة الرئيسية في العشاء التقليدي، فضلًا عن الفاكهة والسلطات والنبيذ والكوكتيل. في الأرجنتين تعرف ترتبط ليلة عيد الميلاد مع التقاليد العائلية حيث تتجمع حول وجبة ليلة الميلاد، وتضم وجبة ليلة عيد الميلاد طبق الأسادو والباستا والإيمباندا، كذلك الديك الرومي المحشي أو لحم الخنزير المشوي. ويهتم الكوبيون أن تكون ولائمهم من تراثهم الشعبي، وهي عادة ما تكون خنزيرًا مشويًا يتوسط المائدة في عشاء ليلة العيد. 

### أمريكا الشمالية

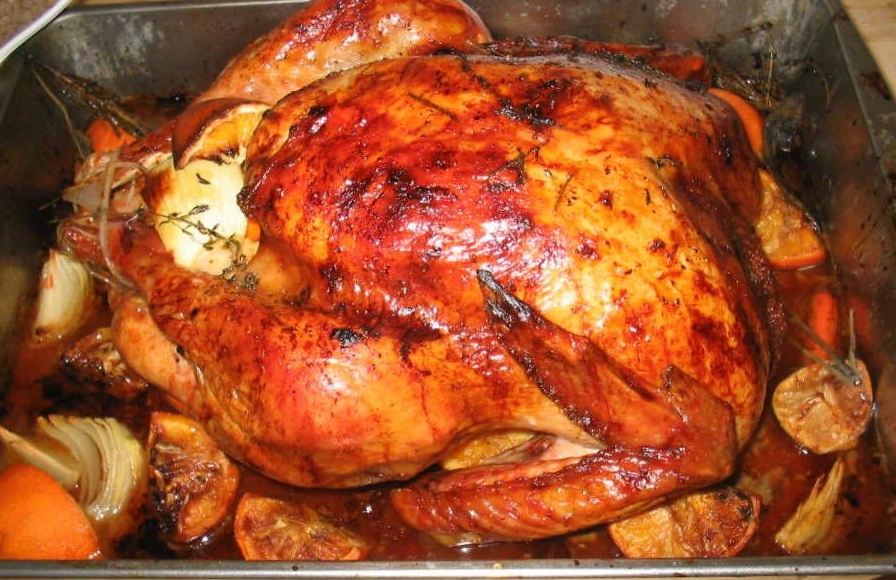
الديك الرومي، من الوجبات الرئيسية لعيد الميلاد.

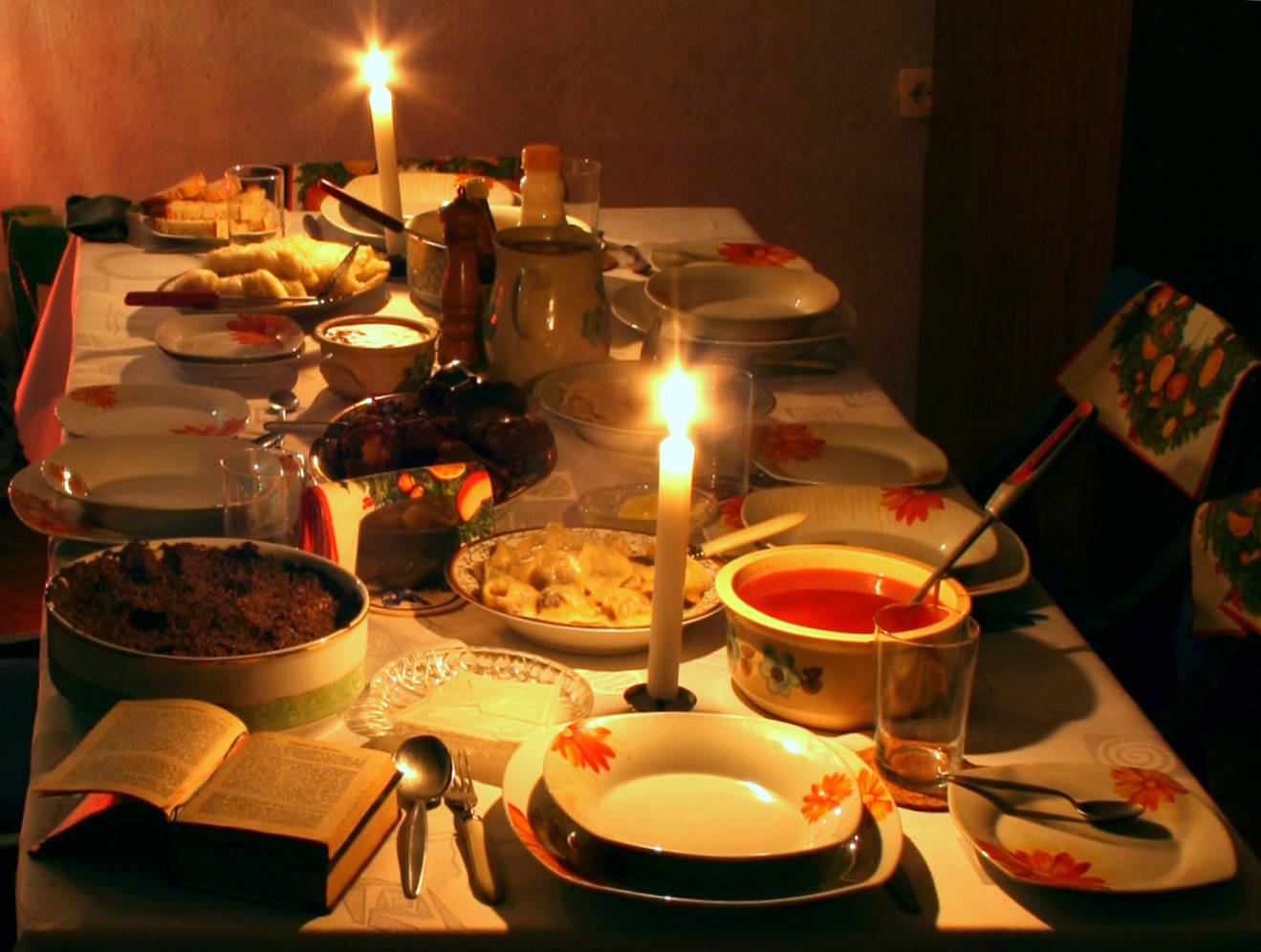
مائدة بولندية تقليدية، تعرض الطعام التقليدي لعيد الميلاد.

بما أنّ الولايات المتحدة وكندا تعتمد تقديم ديك الحبش ليلة عيد الشكر بين شهري أكتوبر ونوفمبر من كل عام، فيستعاض عنه بالمأكولات البحرية إجمالاً من الأسماك والقريدس والمحار وغيرها، إضافة إلى أطباق معدة من لحم الخنزير، ويقدم إلى جانبها النبيذ الأحمر.

### بريطانيا
في بريطانيا والدول التي تأثرت بتقاليدها تضمّ مائدة عيد الميلاد الدجاج المحشي والإوز إلى جانب اللحوم والمرق والخضروات وعصير التفاح في بعض الأحيان، هناك أيضًا بعض الحلويات الخاصة مثل «حلوى عيد الميلاد» تنتشر في تلك المناطق.

### بلاد الشام
في بلاد الشام سيّما سوريا ولبنان تشمل مأدبة عيد الميلاد على الكبة وورق دوالي والدجاج المحشي فضلًا عن المقبلات أبرزها التبولة والفتوش وبابا غنوج وغيرها من المقبلات. ويعتبر البعض أنّ الأطباق التقليدية المعتادة والمعروفة هي الأمثل. مثل الدجاج مع الأرز والمشاوي في لبنان، المنسف الأردني والمسخّن الفلسطيني، والباجة والدولمة في العراق، إضافة إلى الحلويات ومنها الكعك المحلى باللوز والقرفة في مصر.

### دول البحر المتوسط
في صقلية، الوجبة الخاصة بعيد الميلاد مؤلفة من تقديم 12 نوعًا من الأسماك، وفي البرتغال تعتبر الوجبة البحرية مثل الكلماري وقريدس الوجبة الرئيسية فضلًا عن الباكالها. وفي اليونان يضاف إلى الوجبة الرئيسية وهي عادة وجبة بحرية مقبلات مثل السلطة اليونانية والسلامي والزيتون والجاجيك وغيرها من المقبلات التقليدية اليونانية. 
في إسبانيا تشكل المأكولات البحرية عنصرًا أساسيًا في وجبة عشيّة عيد الميلاد. فضلأً عن وجود الزيتون وزيت الزيتون في تلك المنطقة يميزها عن غيرها. ومن الأطباق المعروفة في مدينة فالنسيا طبق الباييّا وهو طبق محضرة بالخضراوات أو اللحوم أو بالأسماك. فضلًا عن المقبلات والتي تشمل الهام (بالإسبانية: Jamón ibérico) وأطباق لاس تاباس (بالإسبانية: Tapas) وهي عبارة عن أطباق صغيرة تقدم عادة مع الشراب كمقبلات. في إيطاليا تتضمن القائمة الرئيسية بعض الأطباق الشهيرة تشمل الباستا والبيتزا واللازانيا والفوكاتشيا إلى جانب مشروبات كحولية خاصًة كالنبيذ التوسكاني.

### دول أوروبية مختلفة

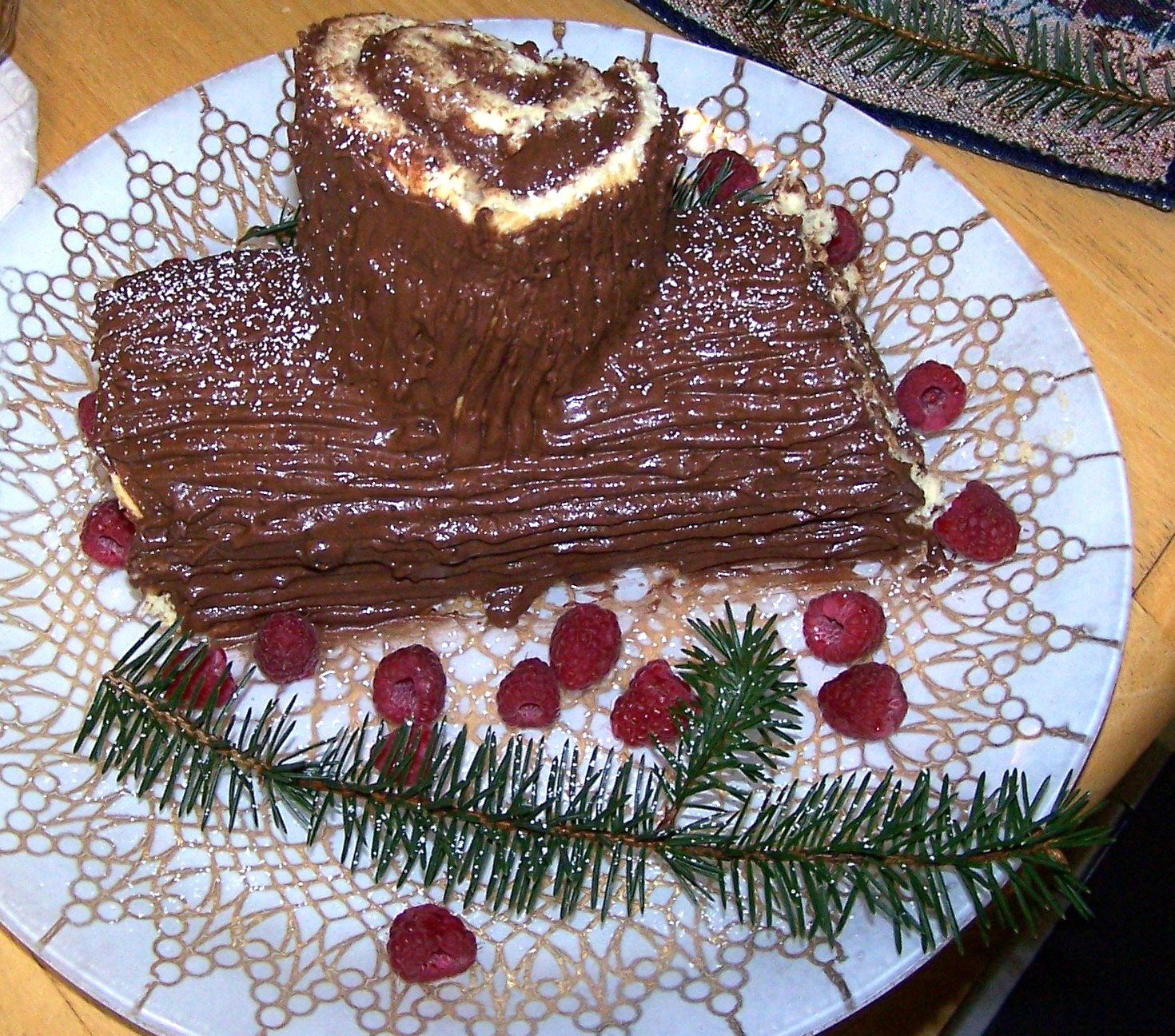
بوش نويل، إحدى حلويات العيد التقليدية القادمة من التراث الفرنسي.

في بولندا وأجزاء أخرى من أوروبا الشرقية وإسكندنافيا، فإن الأسماك غالبًا ما تكون هي الوجبة الرئيسية في العشاء التقليدي، ولكن حديثًا أخذ لحم الخراف والعجول يحلّ إلى جانب الأسماك؛ أما في ألمانيا والتشيك والنمسا عادًة ما يشمل عشاء الميلاد التقليدي لحم الأوز والخنزير والدجاج المحشي، وفي فرنسا يُطلق على وجبة عشيّة الميلاد التقليديّة (بالفرنسية: Réveillon) وتشمل الوجبة التقليدية الكافيار وطبق الراتاتوي والمحار والكركند. إلى جانب مشروبات كحولية خاصة كالنبيذ الأحمر والليكور، والشوكولا، المنتشر في فرنسا وبعض الدول الأخرى حيث يتشهر قالب حلوى من الشوكولا يسمى جذع الميلاد (بالفرنسية: Bûche de Noël، نقحرة: بوش دو نويل). تجتمع الأسرة الكبيرة في فرنسا حول مائدة الميلاد، ليتناول أفرادها الديك الرومي والإوز. كما تشمل الوجبة التقليدية، الكافيار وطبق الراتاتوي والمحار والكركند، إلى جانب النبيذ الأحمر والليكور، وقالب الكيك «جذع الميلاد»، وحلوى البودينغ. وفي بلجيكا، تتناول العائلة الديك الرومي المحشي بالفواكه، وعصي الشوكولا بالزبدة.